# Knut Erik Skjöldebrand
Knut Erik Sköldebrand, född 7 juni 1807 i Västerljung, Södermanlands län, död 28 maj 1874 i Motala, Östergötlands län, var en svensk friherre, kammarherre och landshövding i Kalmar län
Han utsågs till kammarherre 1842 och till landshövding över Kalmar län 9 november 1852 (tillförordnad från 26 juni 1850) och innehade den posten till 18 januari 1873.
Han blev  kommendör av Nordstjärneorden 1858, med stora korset 1860.
Skjöldebrand var son till Pehr Eric Sköldebrand. Han var gift med Teresia Fock, som var dotter till friherre Berndt Wilhelm Fock. Makarna hade en son som dog ogift.